# 天鵝圖騰
《天鵝圖騰》是中國大陸作家姜戎於2020年出版的長篇小說，亦是其代表作《狼圖騰》的姊妹作。兩本書雖然出版時間相隔了16年，但創作靈感同樣來自姜戎於上山下鄉運動時期在內蒙古生活的經歷。該小説講述將守護天鹅視為畢生信仰的草原女歌手薩日娜和鍾情於薩日娜的草原漢子巴格納之間的愛情故事。該作的繁體中文版於2021年4月20日由風雲時代出版社出版。